# Kepha onlus
 (mai 2013).
La Fondation Kepha est une organisation de promotion humaine et sociale œuvrant en Italie et dans le domaine international. Elle est active dans le domaine social, éducatif et dans la préservation du patrimoine.
Elle est constituée en 1989 sous forme d'association à but non lucratif, après la disparition de son inspirateur, le Cardinal Giuseppe Siri. La fondation Kepha dispose depuis 2001 du statut de fondation onlus, qui permet à ses donateurs de bénéficier d’abattements fiscaux. 
La présidence de la Fondation Kepha est assurée par son créateur Mgr Don Patrizio Benvenuti, à la cessation de sa Présidence, l'article 12 des statuts de la Fondation prévoit que le président de droit est l’Archevêque de Gênes ou un Ecclésiastique d’illustres vertus désigné par celui-ci après avoir reçu l'avis du Saint-Siège.
Le 10 février 2016, Patrizio Benvenuti a été placé aux arrêts domiciliaires par la Brigade financière de Bolzano, prévenu, avec d'autres personnes , d'une escroquerie portant sur 30 millions d'euros. Une enquête pour abus de confiance contre la société Kepha Invest SA avait été ouverte en Belgique, à la suite d'une plainte, en 2014.

## Les objectifs de Kepha
La fondation oriente son action vers trois axes de développement :

### L'œuvre sociale
Kepha apporte son soutien aux projets de nature sociale et humanitaire destinés aux jeunes et aux enfants des pays les plus pauvres de la planète, réalisés avec l’engagement des populations locales. Elle travaille avec les gouvernements et organismes locaux concernés ainsi qu’avec d’importantes organisations non gouvernementales.
Sa contribution s’étend  également à la recherche des financements nécessaires à la réalisation des projets. Lors de leur mise en œuvre, elle intervient aussi dans la réalisation de programmes spécifiques d’assistance technique, de formation d’opérateurs, de recherche et développement de plans d’intervention intégrés, renforçant ainsi l’action des institutions publiques et des organisations privées déjà actives sur le terrain.

### La préservation du patrimoine
La valorisation et la protection du patrimoine culturel, la conservation des œuvres d’art, le renouveau de l’artisanat, la récupération du patrimoine artistique, l’organisation et la conception d’événements et d’initiatives culturels constituent les étapes essentielles afin que les plus jeunes s'approprient la culture.
En tant qu’organisme de recherche et formation scientifique, ses objectifs se concentrent sur l’étude des matériaux dont sont constituées les œuvres d’art, et ce afin de contribuer à leur protection et sauvegarde.
Kepha considère que la dialectique culturelle et la valeur de l’esthétique dans sa plus noble et plus complète expression sont des outils indispensables à une formation accomplie de l’homme dans son ensemble, afin de l’aider à découvrir la plus profonde signification de son histoire et en stimuler la créativité et l'épanouissement global.

### La formation
Depuis sa création, elle déploie des activités d’éducation et de formation en poursuivant un projet global d’éducation au profit des personnes les plus en difficultés. Elle estime en effet qu’il est possible de proposer à tout homme un chemin de croissance personnelle et professionnelle serein et créatif le long duquel pourront se développer harmonieusement ses facultés intellectuelles et spirituelles.
Kepha soutient la formation aux langues afin de faciliter l'intégration des personnes étrangères, pour cette raison, la fondation a créé une agence de formation en collaboration avec la région Toscane.
Plus de 6 000 personnes ont bénéficié de ces formations et ont pu obtenir des certificats de qualification favorisant leur intégration au monde du travail.

## Projets de la fondation Kepha Onlus
- Le Centre International de Formation est actif depuis 1997. Ses activités de formation s’adressent principalement aux personnes défavorisées, aux chômeurs, aux jeunes à en situation d’échec scolaire, aux handicapés physiques ou psychiques.
- Le Campus Archeologico Museale, siège opérationnel de la Sicile, a pour vocation de promouvoir la culture archéologique et la valorisation du territoire. La Fondation Kepha souhaite valoriser les ressources territoriales, artistiques et professionnelles de l’île.
- Zambie: Création d’une vingtaine d’écoles ainsi que le soutien du développement durable et autonome d’un projet consacré à l’agriculture.
- Burundi: La Fondation Kepha a décidé d’apporter son soutien à la Congrégation des Sœurs Bene-Tereziya et de financer un projet de micro-agriculture et d’élevage au Burundi. Actuellement la communauté prend soin de 249 enfants de divers âges, orphelins de la guerre et du SIDA.
- Sri Lanka: La Fondation Kepha s’est engagée dans trois initiatives importantes en collaboration avec l’Œuvre Pontificale de l’Enfance Missionnaire dans le but d’aider les jeunes défavorisés et tout particulièrement ceux qui sont restés orphelins à la suite du raz de marée qui a frappé le pays.

## Sièges
Son siège légal est à Rome, Via delle quatro Fontane, 33.
Afin de promouvoir son activité, elle dispose de sièges opérationnels :
- Poppi – Centro Internazionale di Formazione depuis 1997,

activités de formation. 
- Selinunte  –  Campus Archéologico Museale,  depuis 2008,

restauration et recherche archéologique.
- Piombino  – siège opérationnel depuis 2009,

activités de formation.
- Bruxelles – siège de représentation depuis 2007.